# Ibn Khaldun
Abd al-Rahman ibn Muhammad Ibn Khaldun (født 27. maj 1332, død 17. marts 1406) var en arabisknordafrikansk historiker og jurist.
Ibn Khaldun var traditionelt uddannet i Koranen, hadith-litteraturen og i islamisk ret. Hans evner som embedsmand og jurist gjorde, at han kom til at tjene flere regenter i det nordafrikanske område.
Ibn Khalduns måde, at anskue historien på var yderst revolutionerende i forhold til tidligere historieskriveres måde at opstille historiens gang og udfald på. Ibn Khaldun betegnes derfor af mange som den første sociolog.
Han opstillede bl.a. en teori om, hvorledes et dynasti, som har været ved magten i et land i mange år, til sidst vil ende med at blive dekadent og korrupt, da de senere generationer ikke længere føler det samme ansvar, som de tidligere generationer – dem der selv havde taget magten.

## Liv og gerning
Efter som Ibn Khaldoun skrev en grundig selvbiografi, findes der mange sikre oplysninger om hans liv. Han blev født i Tunis 1332. Ifølge hans egen slægtskrønike kom familien fra Hadramaut i Sydarabien, men nogle forskere mener, at han var berber. Familien var formuende og meget velanset efter forfædrenes deltagelse i Slaget i Zellaqa 1086, og den havde bosat sig i Spanien under morernes styre. De tilhørte dem, som udvandrede til Tunis under den store udvandring i 1230 og blev gennem indgiftning slægt med kongehuset der.
Hans fader sørgede for, at han fik en grundig uddannelse, om hvilken han redegør nøje for i selvbiografien. I 1348 blev byen ramt af Den Sorte Død, og begge forældre omkom. I en alder af tyve år blev han ansat som alma-skriver, kalligraf og ansvarlig for de kongelige segl, hos sultanen i byen, men blev forflyttet til Marokko på grund af de politiske forviklinger, studerede ved universitetet i Fez og var monarkens håndsekretær.
Han sad to år i fængsel for politiske intriger og blev ifølge overleveringen frigivet fordi, at han skrev et digt til sultanen. Efter frigivelsen blev han en fremgangsrig taler, politiker, lærd og skjald, men ved omkring tredive års alder blev han tvunget til at flygte fra landet og begav sig til Emiratet af Granada og senere til fyrstendømmet Bougie i det nuværende Algeriet. Den politiske arena var påvirket af magtovertagelsen, samt hensynsløse og blodige konflikter, og Ibn Khaldoun var en eftersøgt person for flere højere embeder i store dele af den arabiske verden. I Granada var han en af sultanen Muhammed 5.s venner og ansattes som diplomat men blev endnu mere kendt for de digte, han skrev til forskellige litterære sammenkomster. På denne tid skrev han dels kommentarer til Averroës filosofi og en lærebog i logik. Til trods for, at han levede let og luksuriøst i Granada, begav han sig til Bougie, hvor et statskup nylig var gennemført. Han gjorde det efter en direkte anmodning fra kong Abu Abdallah, om han ville lede staden som dennes minister. Efter yderligere uroligheder bad folket i byen ham om at blive deres regent, men han afslog.
1366-1370 virkede han som diplomat og var der efter statsråd i det lille kongerige Tlemcen, som næsten omgående blev erobret af Marokko efter hans tiltræden. Efter et ophold i Biskra kom han til Fez, jaget som en af de fremmeste politikere i det voldsomme område, hvilket uundgåeligt bidrog til, at han fik fjender.
En afgørende begivenhed i Ibn Khaldouns liv var, da hans digterven, en visir fra Granada, blev dræbt som kætter i Fez af Muhammed 5. af Granada, hvorefter han, efter flere svære personlige og politiske nederlag, endegyldigt forlod statsmandslivet for at skrive. Han kom til sidst til Tunis, og der efter drog han sig tilbage i bjergene og påbegyndte sin Almindelige verdenshistorie. Til denne skrev han en omfattende indledning, al-Mukaddima, som bestod af tre dele. Alene den første del af indledningen fylder 422 sider.
På samme tid, hvor han skrev historieværket, vendte han tilbage til Tunis for nogle år, men begav sig i 1382 til Alexandria, hvor han blev berømt for sine kundskaber og sit intellekt og derfor udset til overdommer. To år senere omkom hans barn og hustru i en skibsulykke. I hans selvbiografi er dette et af de få gange, han overhovedet omtaler sin familie.
Der efter begav han sig til Mekka på pilgrimsrejse. Han vendte først i 1388 tilbage til Kairo.
I 1401 deltog han i kampe mod Timur Lenk i Damaskus, men hærføreren, sultan Faraj, lod hæren i stikken. Ibn Khaldoun påtog sig så at forhandle med Timur Lenk, om hvem han allerede havde skrevet i sit historieværk. Under resten af sit liv færdiggjorde ibn Khaldun sin selvbiografi.
Han døde i Egypten i 1406. Stedet, hvor hans hus i Tunis lå, kan folk endnu udpege, men graven i Kairo er forsvundet.